# Frančiškanski samostan, Dubrovnik
Frančiškanski samostan stoji levo od Velikega Onofrijevega vodnjaka za renesančno cerkvijo sv. Spasa v Dubrovniku. Samostan so pričeli graditi leta 1317. Grajen je v prehodnem stilu iz romanike v gotiko. Najstarejši ohranjeni del samostanskega kompleksa je klaustar, ki ga z vseh štirih strani obdajajo romanski stebri. Na sredini samostanskega dvorišča je gotski vodnjak, nad njim pa kip sv. Frančiška.
Samostanska lekarna, ki  obstaja že od leta 1317 in je ena najstarejših v Evropi. V samostanu čuvajo predmete, ki so povezani z zgodovino lekarne, poleg tega pa samostan hrani še izredno bogato bibloteško zbirko starih rokopisov, inkunabul in iluminiranih knjig.